# ليز دي ليون
ليز دي ليون (بالإسبانية: Liz De León) هي متسابقة ملكة الجمال بنمية، ولدت في 2 ديسمبر 1969 في بنما في بنما.